# Callimoxys gracilis
Callimoxys gracilis es una especie de escarabajo longicornio del género Callimoxys, tribu, Stenopterini, subfamilia Cerambycinae. Fue descrita por Brullé en 1832.

## Descripción
Mide 7-13 mm de longitud.

## Distribución
Se distribuye por Azerbaiyán, Albania, Armenia, Bosnia y Herzegovina, Bulgaria, Cáucaso, Crimea, Croacia, Georgia, Grecia, Hungría, Irán, Macedonia, Montenegro, Rumania, Serbia, Eslovaquia, Eslovenia, Turquía, Turkmenistán y Ucrania.